# Rostkowice (województwo opolskie)
Rostkowice (dodatkowa nazwa w j. niem. Rosenberg) – wieś w Polsce, położona w województwie opolskim, w powiecie prudnickim, w gminie Biała. Historycznie leży na Górnym Śląsku, na ziemi prudnickiej. Położona jest na terenie Wysoczyzny Bialskiej, będącej częścią Niziny Śląskiej.
W latach 1975–1998 miejscowość należała administracyjnie do ówczesnego województwa opolskiego.
Według danych na 2011 wieś była zamieszkana przez 202 osoby.

## Geografia

### Położenie
Wieś jest położona w południowo-zachodniej Polsce, w województwie opolskim, około 5 km od granicy z Czechami, na Wysoczyźnie Bialskiej. Należy do Euroregionu Pradziad. Ma charakter rolniczy. Leży na terenie Nadleśnictwa Prudnik (obręb Prudnik).

### Środowisko naturalne
W Rostkowicach panuje klimat umiarkowany ciepły. Średnia temperatura roczna wynosi +8,2 °C. Duże zróżnicowanie dotyczy termicznych pór roku. Średnie roczne opady atmosferyczne w rejonie Rostkowic wynoszą 623 mm. Dominują wiatry zachodnie.

## Nazwa
Topograficzny opis Górnego Śląska z 1865 roku notuje wieś pod polską nazwą Rostkowicze, a także niemiecką Rosenberg podając również nazwy historyczne we fragmencie: „Rosenberg (1467 Rostkowicze, polnisch noch jetzt Rostkowicze)”. 9 września 1947 r. nadano miejscowości polską nazwę Rostkowice.
W historycznych dokumentach nazwę miejscowości wzmiankowano w różnych językach oraz formach: Rostkowicze (1467), ex villa Rosenberg (1679), ex altero pago dicto Rosenberg (1688), Rosenberg, P[ol.] Rostkowice (1736), Rosenberg, Roskowiz (1784), Rosenberg, Rostkowice (1845), Rostkowicze, niem. Rosenberg (1888), Rostkowice, Rosenberg (1900), Rostkowice – Rosenberg (1939), Rosenberg – Rostkowice, -ic, rostkowicki (1947), Rostkowice, -wic (1982).

## Historia

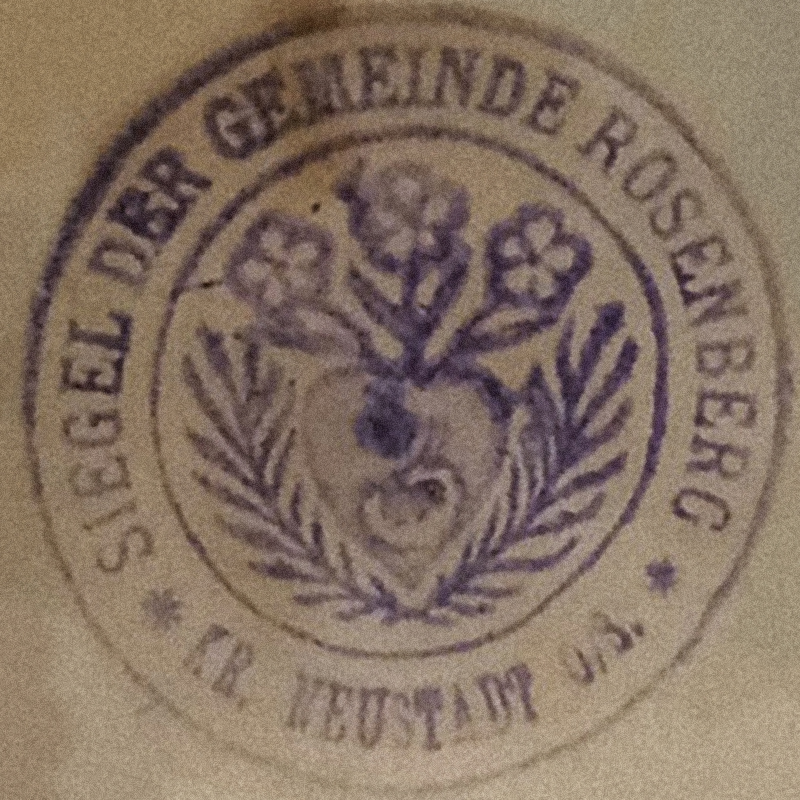
Pieczęć Rostkowic (1911)

Wieś została założona w połowie XV wieku. Pierwsza wzmianka o niej pochodzi z 1467. Do 1742 wieś należała do powiatu sądowego głogóweckiego w Monarchii Habsburgów. Po I wojnie śląskiej znalazła się w granicach Królestwa Prus i weszła w skład powiatu prudnickiego w prowincji Śląsk. Wieś posiadała swoją własną pieczęć, która przedstawiała w polu serce z cyfrą 3, z którego wyrastały trzy kwiaty, po obu stronach dwie gałązki, a w otoku napis: SIEGEL DER GEMEINDE ROSENBERG / KR. NEUSTADT O/S. (pol. Gmina Rostkowice / Powiat Prudnicki, Górny Śląsk).

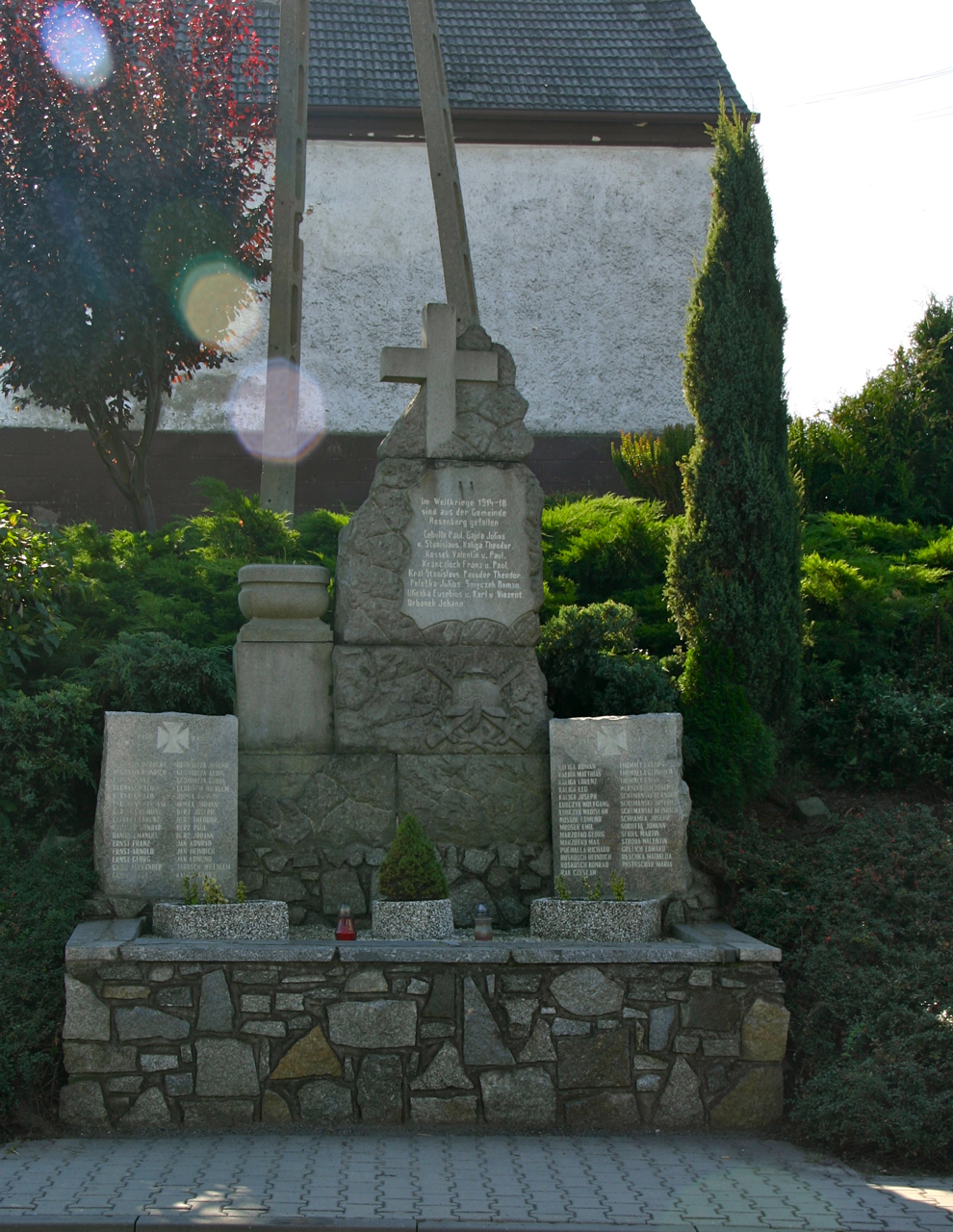
Pomnik upamiętniający mieszkańców wsi, którzy zginęli podczas I wojny światowej

Według spisu ludności z 1 grudnia 1910, na 399 mieszkańców Rostkowic 16 posługiwało się językiem niemieckim, 379 językiem polskim, a 4 było dwujęzycznych. Po I wojnie światowej we wsi powstał pomnik upamiętniający mieszkańców wsi, którzy zginęli podczas niej. W wyborach parlamentarnych w Republice Weimarskiej w 1919 najwięcej głosów w Rostkowicach zdobyli chrześcijańscy demokraci.
W 1921 w zasięgu plebiscytu na Górnym Śląsku znalazła się tylko część powiatu prudnickiego. Rostkowice znalazły się po stronie wschodniej, w obszarze objętym plebiscytem. Do głosowania uprawnionych było w Rostkowicach 341 osób, z czego 235, ok. 68,9%, stanowili mieszkańcy (w tym 230, ok. 67,4% całości, mieszkańcy urodzeni w miejscowości). Oddano 333 głosy (ok. 97,7% uprawnionych), w tym 332 (ok. 99,7%) ważne; za Niemcami głosowało 298 osób (ok. 89,8%), a za Polską 34 osoby (ok. 10,2%).

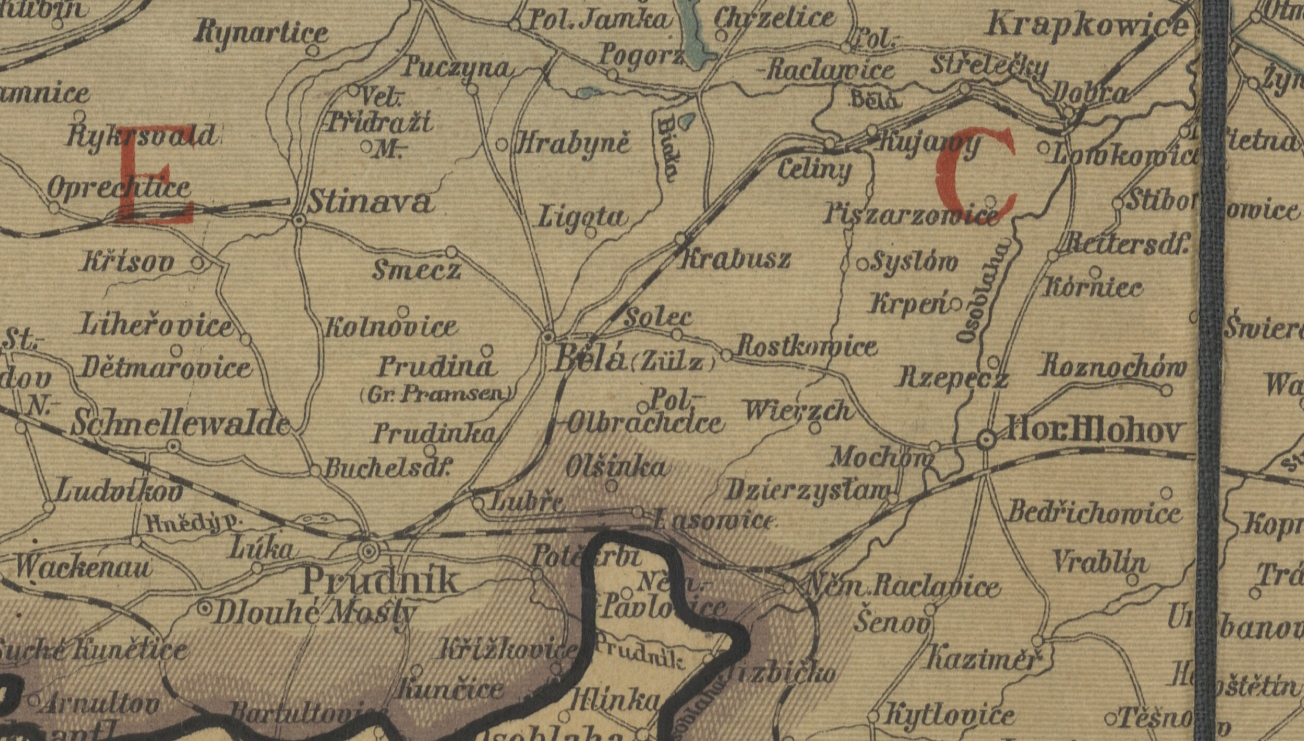
Rostkowice wśród miejscowości ziemi prudnickiej na czeskiej mapie z 1922

Armia Czerwona wkroczyła do Rostkowic 19 marca 1945 w ramach operacji górnośląskiej.
W latach 1945–1950 Rostkowice należały do województwa śląskiego, a od 1950 do województwa opolskiego. W latach 1945–1954 wieś należała do gminy Gostomia, a w latach 1954–1972 do gromady Gostomia. Podlegała urzędowi pocztowemu w Białej.
W 1999 Rostkowice przystąpiły do Programu Odnowy Wsi Opolskiej. 3 maja 2006 oddano do użytku nową remizę ochotniczej straży pożarnej. Poprzedni obiekt remizy został wyburzony, z wyjątkiem wieży obserwacyjnej.

## Mieszkańcy
Miejscowość zamieszkiwana jest przez mniejszość niemiecką oraz Ślązaków. Mieszkańcy wsi posługują się gwarą prudnicką, będącą odmianą dialektu śląskiego. Należą do podgrupy gwarowej nazywanej Goloki.

### Liczba mieszkańców wsi
- 1871 – 446[27]
- 1885 – 471[28]
- 1905 – 376[29]
- 1910 – 399[15]
- 1933 – 428[30]
- 1939 – 422[30]
- 1966 – 312[31]
- 1998 – 249[32]
- 2002 – 234[32]
- 2009 – 201[32]
- 2011 – 202[32]
- 2013 – 204[33]

## Zabytki
Do wojewódzkiego rejestru zabytków wpisany jest dom nr 32, z XVIII w.
Zgodnie z gminną ewidencją zabytków w Rostkowicach chronione są ponadto:
- kaplica-dzwonnica
- dom nr 14a

## Gospodarka
W miejscowości działała Rolnicza Spółdzielnia Produkcyjna Rostkowice. Jej prezesem był między innymi Stanisław Derda.
Rostkowice wraz z całą gminą Biała podlegają pod inspektorat ZUS w Prudniku.

## Transport
W zarządzie Wydziału Drogownictwa Starostwa Powiatowego w Prudniku znajdują się drogi powiatowe: nr 1208O relacji Biała – Solec – Rostkowice – Wilków – Mionów – Błażejowice Dolne – Mochów oraz nr 1251O relacji Rostkowice – Gostomia – Żabnik – Krobusz.
Rostkowice posiadają połączenia autobusowe z Głogówkiem, Prudnikiem. We wsi znajduje się jeden przystanek autobusowy.

## Religia
Katolicy z Rostkowic należą do parafii św. Jana Chrzciciela w Solcu (dekanat Biała).

## Turystyka
Oddział PTTK „Sudetów Wschodnich” w Prudniku ustanowił turystyczną Odznakę Krajoznawczą Ziemi Prudnickiej, którą zdobywa się poprzez zwiedzenie odpowiedniej liczby obiektów w miejscowościach położonych na ziemi prudnickiej, w tym w Rostkowicach. Przez Rostkowice przebiega trasa Kolarskiego Rajdu Dookoła Ziemi Bialskiej, za przejechanie którego PTTK Prudnik przyznaje odznakę.
12 lipca 2010, w ramach organizowanego w Prudniku VI Europejskiego Tygodnia Turystyki Rowerowej, w którym wzięli udział rowerzyści z całej Europy, przez Rostkowice prowadziła trasa „Szlakiem Pielgrzyma”.

### Szlaki turystyczne
Przez Rostkowice prowadzą szlaki rowerowe:
- Trasa rowerowa PTTK nr 261-c: Biała – Stare Miasto – Solec – Olbrachcice – Wierzch – Wilków – Rostkowice – Gostomia – Krobusz – Radostynia – Mokra – Łącznik – Brzeźnica – Górka Prudnicka – Ligota Bialska – Biała
- Trasa rowerowa PTTK nr 262-z: Biała – Stare Miasto – Solec – Rostkowice – Gostomia – Nowa Wieś Prudnicka – Urszulanowice – Moszna – Ogiernicze – Łącznik – Chrzelice – Rzymkowice – Pogórze – Frącki – Brzeźnica – Górka Prudnicka – Ligota Bialska – Biała

## Bezpieczeństwo

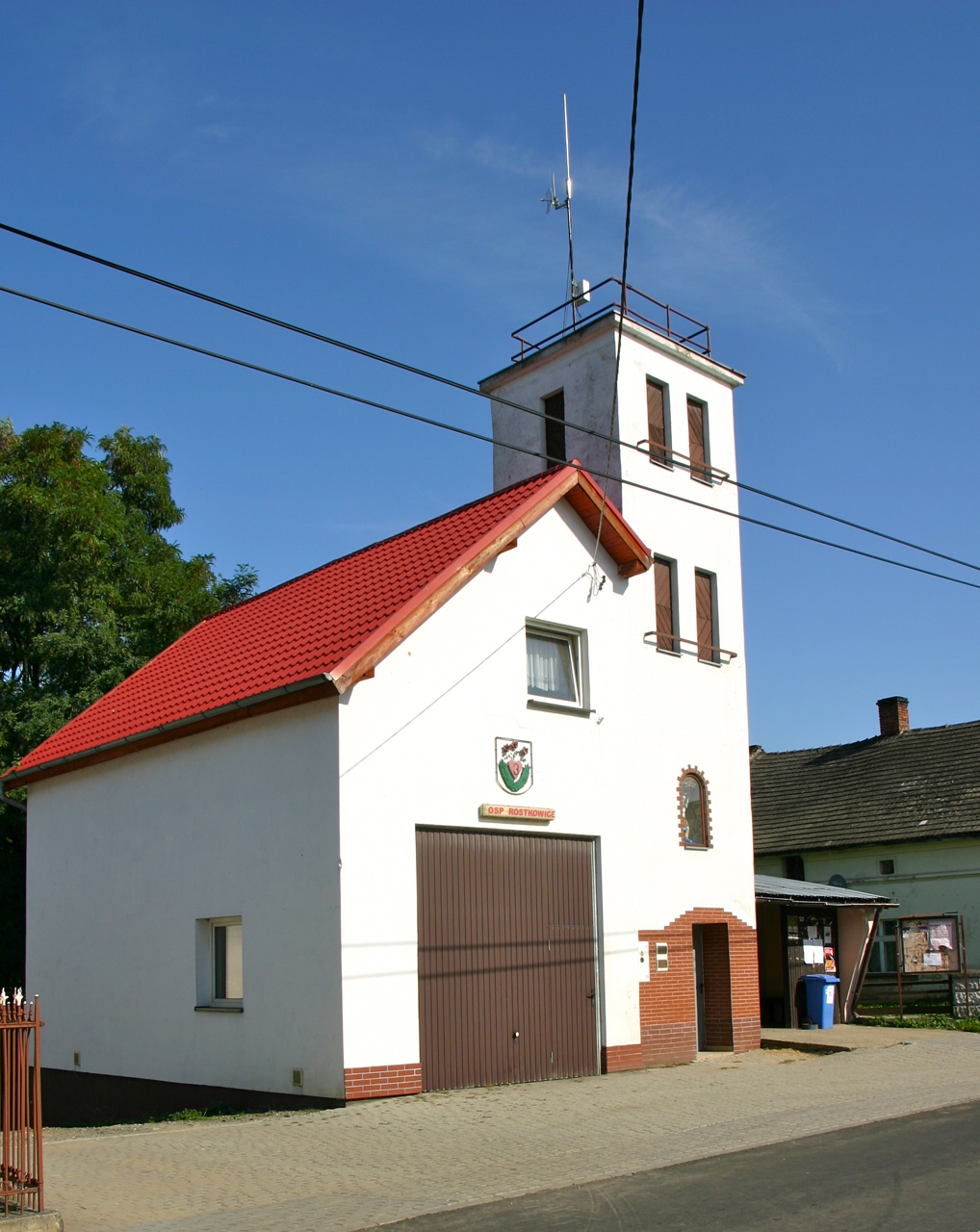
Remiza OSP Rostkowice

W zakresie ochrony przeciwpożarowej oraz innych miejscowych zagrożeń w Rostkowicach działa jednostka Ochotniczej Straży Pożarnej.
Miejscowość jest pod opieką dzielnicowego rejonu służbowego nr 15 Komendy Powiatowej Policji w Prudniku (Posterunek Policji w Białej).
Teren wsi, jak i całej gminy Biała, położony jest w strefie nadgranicznej w związku z czym Straż Graniczna dysponuje, na tym obszarze, specjalnymi kompetencjami w zakresie bezpieczeństwa. Gminę Biała obejmuje zasięgiem służbowym placówka Straży Granicznej w Opolu ze Śląskiego Oddziału SG.

## Ludzie urodzeni w Rostkowicach
- Henryk Engel, burmistrz Białej, Tarnowskich Gór i Prudnika
- Franciszek Górek (1882–1942), ksiądz katolicki

## Galeria

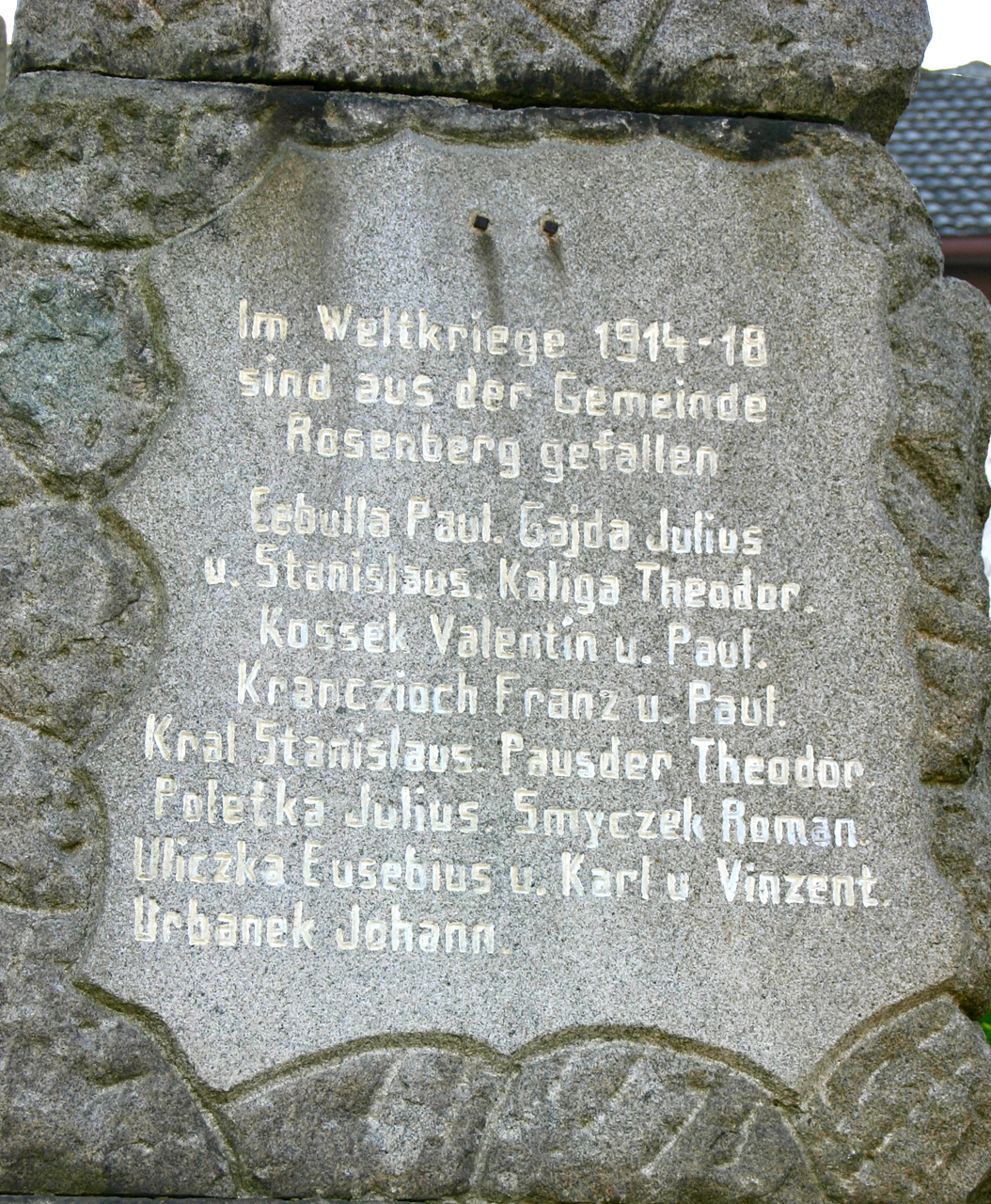
Spis mieszkańców wsi poległych w I wojnie światowej
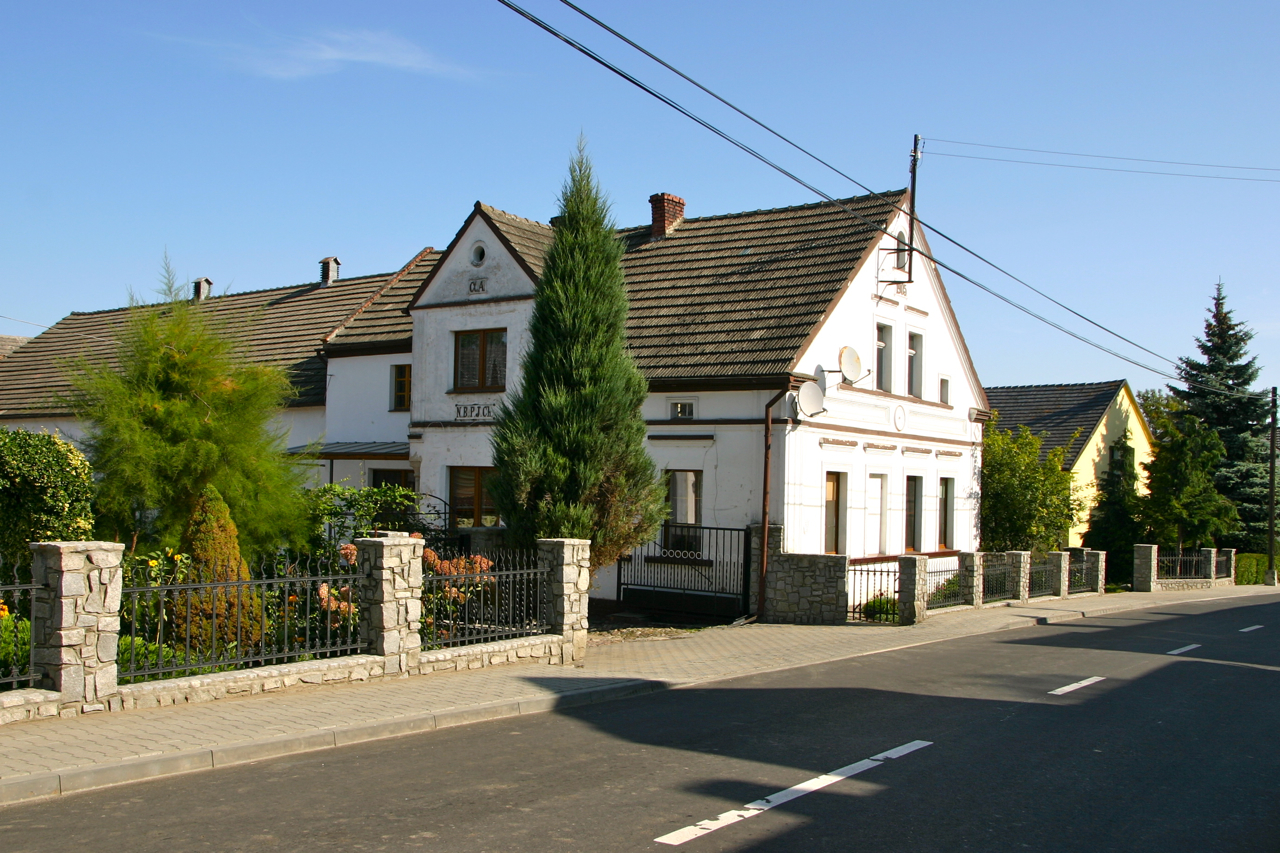
Domy
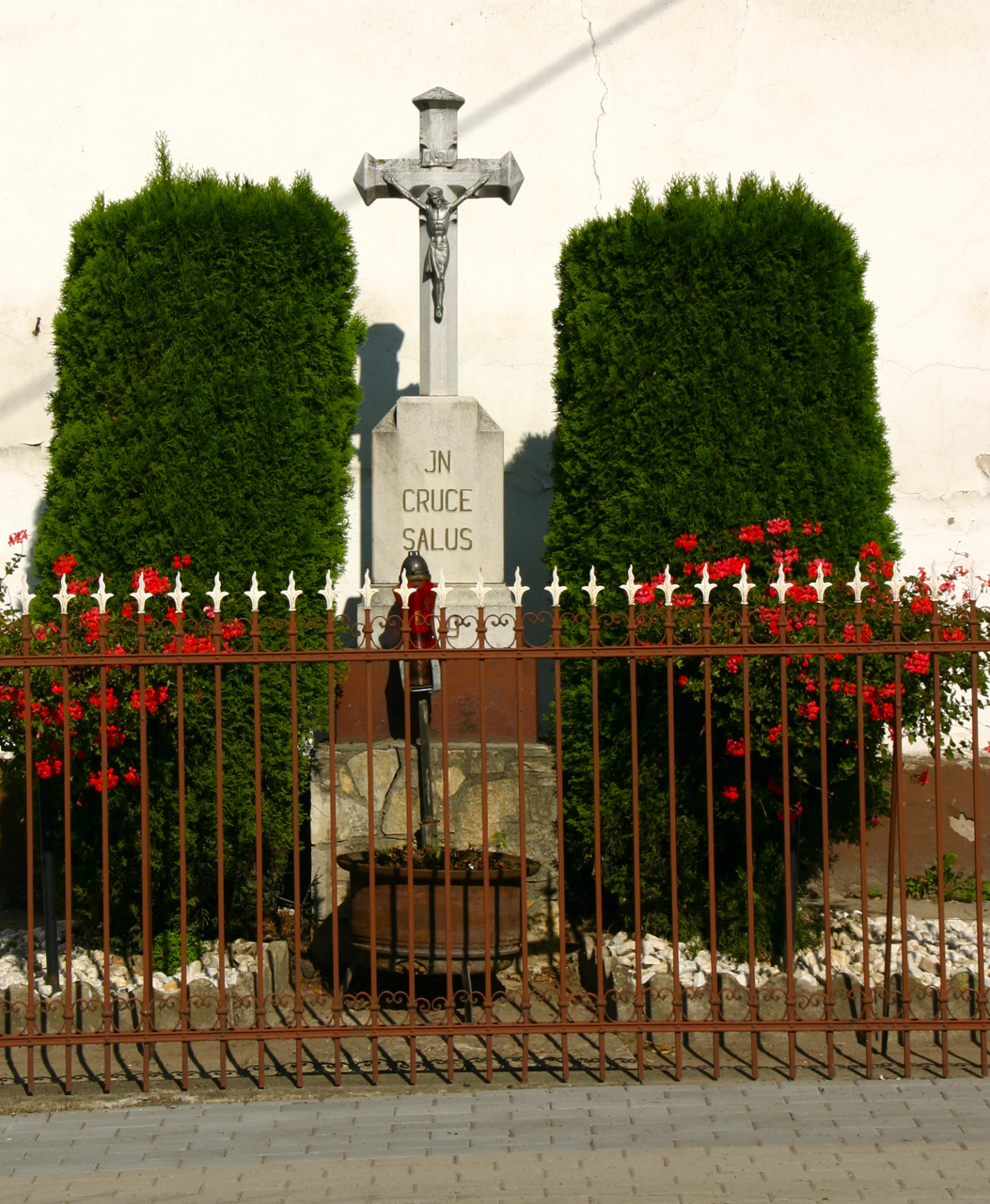
Krzyż